# Радиотелецентр РТРС в Республике Дагестан
Радиотелецентр РТРС в Республике Дагестан (филиал РТРС «РТПЦ Республики Дагестан») — подразделение Российской телевизионной и радиовещательной сети, основной оператор эфирного телерадиовещания в Республике Дагестан, исполнитель мероприятий по строительству цифровой эфирной телесети в регионе в соответствии с федеральной целевой программой «Развитие телерадиовещания в Российской Федерации на 2009—2018 годы».
Радиотелецентр предоставляет 97,17 % жителей региона возможность бесплатно принимать 20 обязательных общедоступных телеканалов и три радиостанции в стандарте DVB-T2, а также региональные программы ГТРК «Дагестан» на телеканалах «Россия 1» и «Россия 24». Эфирную трансляцию в регионе обеспечивают 164 радиотелевизионных передающих станции. Цифровая телесеть в Дагестане входит в 10 крупнейших региональных сетей в стране. За счет перехода на цифровое телевидение зона охвата ТВ в регионе расширилась почти на 9 %. В ходе строительства телесети филиал провел около 400 километров подъездных путей и около 100 км линий электропередач.
На базе филиала РТРС работает первый на Северном Кавказе сервисный центр цифрового телевидения.

## История
В 1925 году на основании постановления ЦК партии от 26 февраля «О радиоагитации» была создана специальная комиссия по радиоделу при ЦИК Дагестана. Постановление рекомендовало выдать акционерному обществу «Радиопередача» правительственные ссуды для распространения среди рабочих и крестьян радиоприёмников на началах льготного кредитования. На местах создавались радиокомиссии, занимавшиеся строительством передающих радиостанций и приёмной радиосети.
7 марта 1926 года Президиум Дагестанского ЦИК принял решение о приобретении и установке радиовещательной станции в Махачкале. Через год, в 1927 году, в эфире Дагестана звучали радиосообщения, интервью, репортажи, радиофельетоны, радиоочерки, радиокомпозиции.
Строительство телевизионного центра в Махачкале на горе Анжи-арка началось в 1956 году. Специалисты соорудили телебашню, смонтировали передатчик и создали аппаратно-студийный комплекс.
8 марта 1960 года состоялся первый пробный выход в эфир.
15 октября 1960 года официально вышла в эфир первая дагестанская передача. В том же году был создан Радиотелевизионный передающий центр Республики Дагестан. К концу года телецентр был введён в строй.
В 1965 году завершилось строительство радиорелейной линии из Москвы, зрители республики получили возможность смотреть Первую программу Центрального телевидения (ЦТ).
В 1985 году в Дагестан пришло цветное телевещание. Постепенно зона охвата телесигналом росла. Радиотелецентр построил узловые передающие станции в Дербентском районе — с. Джалган, в Гергебильском районе на горе Зуберха и в посёлке Кочубей.

## Деятельность
В 2011—2018 годы РТРС создал в Республике Дагестан сеть цифрового эфирного телерадиовещания из 164 передающих станций. Строительство цифровой телесети в регионе предусматривалось федеральной целевой программой «Развитие телерадиовещания в Российской Федерации на 2009—2018 годы». 124 станции возводились с нуля.
1 мая 2012 года РТРС начал тестовую трансляцию 10 телеканалов первого мультиплекса в Махачкале.
25 мая 2012 года РТРС открыл в Махачкале центр консультационной поддержки зрителей цифрового эфирного телевидения.
21 мая 2013 года РТРС начал трансляцию первого мультиплекса в Республике Дагестан.
17 августа 2013 года врио Главы Республики Дагестан Рамазан Абдулатипов запустил высокогорный объект цифрового эфирного телевещания «Цамаури», расположенный на отметке около 2200 метров над уровнем моря.
В 2014 году начала работу передающая станция в самом высокогорном населенном пункте Кавказа и Европы — Куруше.
19 августа 2015 года РТРС начал трансляцию второго мультиплекса в республике.
В 2015 году в Махачкале на базе филиала РТРС открылся первый на Северном Кавказе сервисный центр цифрового телевидения. Основные задачи центра — гарантийное и постгарантийное сервисное обслуживание и ремонт сложного профессионального оборудования для цифрового эфирного вещания. В открытии принял участие председатель Правительства Республики Дагестан Абдусамад Гамидов.
В августе 2016 года филиал посетил министр связи и массовых коммуникаций Николай Никифоров.
18 октября 2016 года филиал РТРС «РТПЦ Республики Дагестан» полностью ввел в эксплуатацию сеть первого мультиплекса.
В 2016 году филиал начал возобновлять трансляцию национального радио на FM-волне в 37 населённых пунктах. По совместному проекту с ВГТРК, в Дербенте был запущен передатчик радиостанции «Радио России» мощностью 1 кВт, в Махачкале установлены три передатчика для трансляции радиостанций «Маяк», «Вести FM» и «Радио России».
1 августа 2018 года РТРС начал включение программ ГТРК «Дагестан» в каналы первого мультиплекса «Россия 1» и «Россия 24».
26 декабря 2018 года РТРС завершил ввод в эксплуатацию передатчиков второго мультиплекса цифровой эфирной телесети России. Последним был включен передатчик второго мультиплекса на объекте связи в селе Куруш Докузпаринского района Республики Дагестан.
1 января 2019 года в Республике Дагестан начали работу все передатчики второго мультиплекса. Цифровой телесигнал стал доступен для более чем 97 % населения региона.
14 октября 2019 года в регионе прекратилось аналоговое вещание федеральных телеканалов. Республика Дагестан полностью перешла на цифровое телевидение.
Для помощи жителям в переходе на цифровое ТВ филиал РТРС обучил техническим нюансам более тысячи волонтеров.
19 ноября 2019 года РТРС начал цифровую трансляцию программ телеканала РГВК «Дагестан» в сетке телеканала ОТР.
В ноябре 2019 года радиотелецентр организовал экскурсию для студентов ДГТУ.
В ноябре 2020 года ушел из жизни директор филиала РТРС в Дагестане Гаджимурад Саидов. В память о нём на здании радиотелецентра открыта мемориальная доска.
В мае 2021 года филиал РТРС в Дагестане возглавил Альфред Акимов.

## Организация вещания
Инфраструктура телерадиовещания филиала РТРС в Республике Дагестан включает:
- республиканский радиотелецентр;
- 4 производственных подразделения;
- центр формирования мультиплексов;
- 228 передающих станций;
- 228 АМС;
- 456 приемных земных спутниковых станций[61].

## Награды
Три сотрудника филиала РТРС в Дагестане награждены государственными наградами: один за заслуги в развитии отечественного телерадиовещания и многолетнюю добросовестную работу, двое за вклад в реализацию проекта по переходу Российской Федерации на цифровой формат телевещания.